# دهستان لاریم شمالی
دهستان لاریم شمالی، یکی از دهستان‌های بخش لاریم شهرستان جویبار در استان مازندران ایران است. مرکز این دهستان، روستای پایین زرین‌کلا است.

## پیشینه نام
وجه تسمیه لاریم به تناسب اقلیم و آب‌وهوای مطلوب و معتدل و نشاط‌آ ور به «لار» و به لحاظ نزدیکی به دریا «یم» گفته شده که کم‌کم به لاریم مبدل گشت و لاریم به معنی منطقه خوش آب‌وهوا که در کنار دریا واقع شده‌است می‌گویند.

## اقتصاد
اقتصاد لاریم بیشتر بر پایه کشاورزی و صیادی استوار است. بخاطر وجود رودخانه و عبور آن از بین لاریم و قرار گرفتن سد برروی آن منطقه‌ای بسیار حاصلخیز با زمینهای کشاورزی زیاد و مزارع‌ها و آببندان به‌وجود آورده‌است. وسعت زمین‌ها جهت کشت برنج بسیار زیاد است. تقریباً تمام اطراف آن را زمین‌های شالیزاری فراگرفته است. مهم‌ترین محصولات آن برنج، مرکبات و سبزیجات است. برنج در بین محصولات کشاورزی مقام اول را دارا می‌باشد. وجود کارخانه‌های شالیکوبی و بوجاری باعث شده‌است که این شهر در ردیف قطب مهم تجاری قرار گیرد. در زمینه صیادی، لاریم بزرگ‌ترین قطب صید و صیادی منطقه می‌باشد. وجود سه آبندان و مرداب با وسعت زیاد و دریا در قسمت شمال و شرق لاریم رونق بسیار مهمی را در امر صید به‌وجود آورده‌است. کشاورزان این شهر در ایام فراغت که پائیز و زمستان می‌باشد به کار صیادی می‌پردازند. صیدماهی و مرغابی مهم‌ترین آن می‌باشد. وجود سه تور صیادی مهم در کنار دریا، لاریم را در ردیف مهم‌ترین مناطق صید ماهی استان قرار داده‌است. حدود ۵۰۰ نفر در این سه تور مشغول بهره‌برداری ماهی هستند و آنها را به بازارهای اطراف مانند ساری، فریدونکنار و قائمشهر جهت فروش عرضه می‌کنند. صید مرغابی نیز در آبندان و مردابهای آن انجام می‌گیرد. قرارگرفتن لاریم در سر راه تجاری شهرستانهای ساری، بابلسر، قائم شهر و جویبار و اجرای طرح ۴ بانده نمودن محورهای فوق و نیز احداث بزرگراه ساحلی گهر باران به بابلسر از مسیر کنار دریا باعث رشد سریع آن شده‌است.

## تاریخ
از لحاظ تاریخی از سفالینه‌های بدست آمده و تپه‌های باستانی موجود، لاریم قدمتی طولانی داشته که بقایای سفالینه در امتداد رودخانه سیاهرود در منطقه لاریم دهنه و تپه دین بن گواه این مطلب هست.
همچنین لاریم در گذشته به خاطر داشتن شکارگاه و مناظر بکر مورد توجه بوده که برای نمونه می‌توان از سفرنامه ناصرالدین شاه به مازندران و تعریف و تمجید از لاریم توسط ناصرالدین شاه اشاره کرد.
قدمت لاریم کهنه به ۲۵۰ سال می‌رسد و قدمت لاریم کنونی به ۲۰۰ سال می‌رسد. ساکنین اولیه لاریم در قسمت شمال‌شرق آن زندگی می‌کردند ولی بعلت حمله روس‌ها و ترکمن‌ها مردم آن به طرف امام‌زاده محمود حرکت کردند و کم‌کم‌تعداد جمعیت بیشتر شد و منطقه‌ای که لاریم کنونی است را به‌وجود آوردند. مهم‌ترین اماکن تاریخی لاریم، امامزاده عبدالله، امامزاده محمود، تکیه پیر علم و تپه دینبن می‌باشد.
امامزاده عبدالله که به روایتی از نوادگان امام جعفر صادق و زیارتگاه مردم می‌باشد قدمتی ۸۰۰ ساله دارد. مقبره امامزاده محمود که نسب وی نیز به روایتی به نوادگان امام جعفر صادق می‌رسد. از دیگر آثار تاریخی لاریم، تکیه پیرعلم که بسیار معروف است. گفته می‌شود با خوابی که یکی از بزرگان این منطقه می‌بیند آن را از دریا برداشته و به این مکان آورده‌اند. اکنون مقبره و گنبد و بارگاهی در این مکان ساخته و مردم از نقاط مختلف استان جهت زیارت و ادای نذر به این مکان می‌آیند.

## جمعیت
بر پایه سرشماری عمومی نفوس و مسکن در سال ۱۳۹۵، جمعیت دهستان لاریم شمالی برابر با ۶٬۹۲۶ نفر بوده‌است.